# Funisciurus
Funisciurus és un gènere de rosegadors esciüromorfs de la família dels esciúrids coneguts comunament com a esquirols llistats africans. Són propis de l'Àfrica central i occidental.

## Taxonomia
- Funisciurus anerythrus
- Funisciurus bayonii
- Funisciurus carruthersi
- Funisciurus congicus
- Funisciurus duchaillui
- Funisciurus isabella
- Funisciurus lemniscatus
- Funisciurus leucogenys
- Funisciurus pyrropus
- Funisciurus substriatus